# XL symfonia (KV 550)
XL Symfonia g-moll (KV 550), zwana Wielką − jedna z trzech wielkich symfonii skomponowana przez Wolfganga Amadeusa Mozarta w 1788. Jedna z dwóch molowych symfonii Mozarta (pierwsza, również g-moll, to XXV). Główny motyw tej symfonii pojawia się również w XXI koncercie fortepianowym C-dur (KV 467).

## CzęściSymfonii

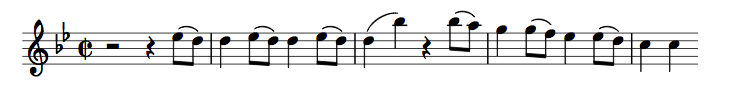
Temat Symfonii

1. Molto allegro, 2/2 ; Allegro sonatowe
2. Andante, 6/8
3. Menuetto – Trio, 3/4
4. Allegro assai, 2/2

## Instrumentacja
- flet
- 2 oboje
- 2 klarnety
- 2 fagoty
- 2 rogi
- kwintet smyczkowy